# Byhleguhrer See
Der Byhleguhrer See, niedersorbisch Běłogórjański jazor, ist ein natürlich entstandener See im gleichnamigen Naturschutzgebiet in der Gemeinde Byhleguhre-Byhlen im Landkreis Dahme-Spreewald in Brandenburg. Der See ist Teil des Biosphärenreservats Spreewald.
Der See liegt nördlich von Byhleguhre und südwestlich von Byhlen. Neben dem See befindet sich die Siedlung Am See. Südwestlich des Sees liegt die Landesstraße 51 und nördlich die Kreisstraße 6108. Östlich schließt sich die Lieberoser Heide an den See an. Der Zufluss erfolgt über den Byhleguhrer Seegraben, der zum Flusssystem der Spree gehört. Der Byhleguhrer See ist Teil des gleichnamigen FFH-Gebietes.
An seiner längsten Stelle hat der Byhleguhrer See eine Länge von etwa 1590 Metern, die maximale Breite des Sees beträgt etwa 560 Meter. Der Byhleguhrer See hat einen Umfang von 4199 Metern, die Fläche liegt bei 82,1619 ha. Der See weist flächendeckend eine vergleichsweise geringe Tiefe von höchstens 2,00 Metern auf.